# Can Marí
Can Marí és una masia de Corró d'Amunt (Vallès Oriental), inclosa a l'Inventari del Patrimoni Arquitectònic de Catalunya.

## Història
Surt esmentada en el fogatge de 1553, quan era habitada per Bernat Guasch àlies Marí, nom que encara conserva la casa, però no els propietaris. Possiblement va ser reformada a principis de segle xx.

## Descripció
És un edifici aïllat de planta rectangular cobert a doble vessant. Consta de tres crugies paral·leles, planta baixa, pis i golfes a la crugia central. La façana està orientada a migdia, en el centre hi ha el portal dovellat d'arc de mig punt, flanquejat per dues finestres. Al primer pis hi ha tres balcons, en el del centre es conserven unes rosetes decoratives, de pedra, que podrien ser d'una antiga finestra. A la banda del darrere hi ha un cos afegit. Tot el perímetre de la casa conserva restes de pintura de motius geomètrics i rajoles. La pallissa porta la data del 1889.